# تریت ویلیامز
تریت ویلیامز (انگلیسی: Treat Williams؛ زادهٔ ۱ دسامبر ۱۹۵۱ – درگذشتهٔ ۱۲ ژوئن ۲۰۲۳)  یک هنرپیشه اهل ایالات متحده آمریکا بود. او که به‌خاطر فعالیت‌هایش در سینما، تلویزیون و تئاتر شناخته می‌شود، با حضور در فیلم‌های مو و ۱۹۴۱ در سال ۱۹۷۹ به شهرت رسید. او به خاطر بازی در نقش دکتر اندی براون در سریال اوروود (۲۰۰۲-۲۰۰۶) در بین مخاطبان تلویزیون شناخته شد. جوایز او شامل نامزدی برای دو جایزه انجمن بازیگران سینما، سه گلدن گلوب، یک جوایز امی ساعات پربیننده، دو جایزه ستلایت و یک جایزه ایندیپندنت اسپیریت است.
از فیلم‌هایی که وی در آن نقش داشته‌است می‌توان به ریتز، ۱۲۷ ساعت، روزی روزگاری در آمریکا، ۱۹۴۱، چیزی که در وگاس رخ می‌دهد، مرد کن، شبح، پابرهنه، حمله هلهله‌چی ۵۰ فوتی، دختر شایسته اخلاق ۲، ادیسه آمریکایی، راه حل سوم، کارهایی که بعد از مرگت، آبشارهای مالهالند، تکه‌ای از بهشت، سقوط مرگبار، زوزه بکش، متعلق به شیطان، صحبت مستقیم، جایی که رودخانه‌ها، برخاسته از اعماق و قانون‌شکنان آمریکایی اشاره کرد.

## درگذشت
در ۱۲ ژوئن ۲۰۲۳، ویلیامز در یک تصادف موتورسیکلت در مسیر ۳۰ ورمونت، در دورست، درگیر شد. طبق گفته پلیس ایالت ورمونت، یک اتومبیل در مسیر جنوب به مسیر موتورسیکلت ویلیامز در مسیر شمال برخورد کرد و ویلیامز نتوانست از برخورد با آن جلوگیری کند. او با هلیکوپتر به مرکز پزشکی آلبانی منتقل شد و در آنجا در سن ۷۱ سالگی مرده اعلام شد.